# File Under: Easy Listening
File Under: Easy Listening (también conocido como F.U.E.L.) es un álbum de la banda de rock alternativo estadounidense Sugar, lanzado en 1994 a través de Rykodisc. El bajista David Barbe compuso la canción «Company Book», mientras que todas las demás canciones son obra del guitarrista/vocalista líder la banda Bob Mould. F.U.E.L. es el último álbum de estudio de Sugar.

## Lista de canciones
1. "Gift" – 4:14
2. "Company Book" – 3:45
3. "Your Favorite Thing" – 3:51
4. "What You Want It to Be" – 4:13
5. "Gee Angel" – 3:56
6. "Panama City Motel" – 4:07
7. "Can't Help You Anymore" – 3:29
8. "Granny Cool" – 3:33
9. "Believe What You're Saying" – 3:56
10. "Explode and Make Up" – 4:54